# Казимјеж Марћинкјевич
Казимјеж Марћинкјевич (пољ. Kazimierz Marcinkiewicz;рођен 20. децембра 1959. у Гожову Вјелкопољском) је пољски конзервативни политичар, наставник и публициста. Ожењен је, има четворо деце: Марћеј - 24 године, Уршула - 23, Станислав - 20, Пјотр - 11 (2006).

## Образовање
Казимјеж Марћинкјевич је физичар. Студирао је на Математичко-Физичко-хемијском факултету универзитета у Вроцлаву. Студије је завршио 1984. године.

## Професионална каријера
Од 1982. до 1989. године био је наставник математике и физике у основној школи број 17 у Гожову Вјелкопољском, потом вицедиректор Општих школа у Грожову Вјелкопољском (1989—1990), вицеминистар народне едукације (1992—1993), вицедиректор Војводског методичког центра (1994—1995). Био је пољски премијер од 31. октобра 2005. до 10. јула 2006. Од 20. јула 2006. врши функцију градоначелника Варшаве.

## Политичка делатност
Од 1997. године је посланик пољског Сејма. Од 1999. године до 2000. године је шеф политичког кабинета премијера Јежија Бузека. Осамдесетих година је био лидер опозиције, од 1983. године до 1990. године је био члан Солидарности. Године је био саоснивач и редактор католичког листа Аспекти (Aspekty).
Има велики утицај међу католицима. 

### Премијер пољске
Јарослав Качињски је 27. септембра 2005. године прогласио Марћинкјевича, као кандидата PiS-а за премијера Пољске после победе те партије на изборима 2005. године.
Марћинкјевич је био премијер до маја 2006. године када га је на том месту заменио Јарослав Качињски. Том приликом он је постао градоначелник Варшаве. На локалним изборима 2006. године, Марћинкјевич је поново био кандидат за градоначелника, али је у другом кругу поражен од кандидата Платформе обиватељске.